# Snehvide og de syv dværge (film fra 1937)
Snehvide og de syv dværge (originaltitel Snow White and the Seven Dwarfs) er en amerikansk animeret musical-eventyr-film fra 1937 produceret af Walt Disney Productions og udgivet af RKO Radio Pictures. Filmen, som er baseret på Brødrene Grimms eventyr Snehvide fra 1812, er den første amerikanske animationsfilm i spillefilmslængde i USA. Filmen var en stor satsning for selskabet, som var tæt på at gå konkurs under produktionen. Det originale voice-cast bestod bl.a. af Adriana Caselotti, Lucille La Verne og Harry Stockwell, mens det originale danske voice-cast bl.a. bestod af Annie Jessen, Clara Pontoppidan og Marius Jacobsen.
Snehvide og de syv dværge havde premiere på Carthay Circle Theatre i Los Angeles, Californien den 21. december 1937. Den blev modtaget med positive anmeldelser og blev hurtigt en kommerciel succes og med en international indtjening på omkring $8 mio. (ca. 1 mia. DKK anno 2021) i løbet af åbningsperioden (sammenholdt med et budget på $1,5 mio.), var den kortvarigt, på tidspunktet, den bedst-indtjenende lydfilm nogensinde. Filmens popularitet ledte til, at filmen havde gentagne biografvisninger, indtil den blev udgivet på VHS i 1990'erne. Justeret for inflation er filmen beregnet til at være en af de ti bedst indtjenende film i Nordamerika og en af de bedst indtjenende animationsfilm nogensinde.
Filmen blev nomineret i kategorien Best Musical Score ved Oscar-uddelingen i 1938, og det efterfølgende år blev producer Walt Disney tildelt en Æres-Oscar for filmen. Statuetten var unik, da den bestod af en Oscar-statuette af normal størrelse, samt syv miniature Oscar-statuetter.
USA's Library of Congress anerkendte i 1989 filmen til at være "kulturel, historisk og æstetisk betydningsfuld" og udvalgte filmen til at være blandt de første 25 film, som skal bevares i landets nationale filmregister, National Film Registry. Det amerikanske filminstitut placerede desuden filmen på deres liste over de 100 bedste amerikanske film, og udnævnte i 2008 ligeledes filmen til at være den bedste animerede amerikanske film nogensinde. Filmens succes har resulteret i populære attraktioner i temaparker, et videospil og en Broadway-opsætning.

## Handling
Efter at have mistet begge sine forældre som barn, bor prinsessen Snehvide med sin onde og forfængelige stedmor, Dronningen. Truet af tanken om at Snehvide en dag vil blive smukkere end hende, tvinger Dronningen hende til at arbejde som tjenestepige, og hun spørger hver dag sit fortryllede spejl: "Hvem er skønnest i landet her", hvor spejlet i mange år svarer at det er Dronningen.
En dag svarer det fortryllede spejl dog Dronningen at Snehvide nu er den "skønneste". Samme dag møder og forelsker Snehvide sig i den unge prins, som overhører hende synge. Den misundelige Dronning befaler nu sin jæger at tage Snehvide med ud i skoven, hvor han skal slå hende ihjel og bringe hendes hjerte med tilbage i et smykkeskrin. Jægeren kan dog ikke få sig til at slå Snehvide ihjel, så han beder om forladelse og fortæller hende at Dronningen ønsker at se hende død. Han opfordrer herefter Snehvide til at flygte ind i skoven og aldrig vende tilbage. Jægeren tager et vildsvinehjerte med tilbage til slottet.
Snehvide er alene og bange, men skovens dyr kommer hende til hjælp, og de leder hende hen til en hytte dybt inde i skoven. Inde i hytten finder hun syv små stole i hyttens spisesal, og Snehvide tror at den rodede og uholdte hytte tilhører syv forældreløse børn. Med hjælp fra skovens dyr gør hun hele huset rent og laver et måltid mad.
Det viser sig at hytten tilhører syv voksne dværge; Brille, Gnavpot, Lystig, Søvnig, Flovmand, Prosit og Dumpe, som arbejder i en nærliggende mine. Da de vender hjem fra arbejde, opdager de til deres overraskelse at hytten er ren, og at en gryde mad er over ilden, og de frygter at en fremmed er trængt ind i deres hjem. Dværgene finder Snehvide ovenpå, hvor hun ligger og sover på tre af deres senge. Snehvide vågner med dværgene ved sengekanten, og introducerer sig selv, og dværgene byder hende velkommen i deres hjem, da hun tilbyder at gøre rent og lave mad til dem. Snehvide holder hus, mens dværgene arbejder i minen i løbet af dagen, mens de om aftenen alle synger, spiller musik og danser.
I mellemtiden afslører det fortryllede spejl at Snehvide stadig er i live, og at hun bor sammen med dværgene. Dronningen lægger en plan, og forgifter et æble, som vil få enhver, der spiser af det til at falde i en "sovende død", som kun kan brydes ved et ægte kærlighedskys, men Dronningen er sikker at Snehvide vil blive begravet før dette når at ske. Dronningen forvandler sig herefter om til en gammel kone, og hun opsøger Snehvide i hytten, mens dværgene er borte i minen. Skovens dyr kan fornemme Dronningens ondskab, og de angriber hende, men Snehvide, der ikke aner uråd, kommer hende til hjælp, og skovens dyr skynder sig derfor hen til dværgene for at advare dem. Dronningen bilder i mellemtiden Snehvide ind at hendes æble er magisk æble, som giver hende ét ønske opfyldt, og Snehvide tager derfor en bid. Snehvide falder i en dyb søvn og Dronningen er nu igen den smukkeste i landet.
Dværgene vender tilbage med skovens dyr, og de ser Dronningen forlade hytten, og de forfølger hende op på en klippe. Dronningen forsøger at lade en stor klippeblok falde ned over dværgene, men et lyn rammer klippen, og hun falder ned og dør.
I hytten finder dværgene Snehvide i hendes dybe søvn, og de tror at hun er død. De ønsker ikke at begrave hende under jorden, så de placerer hende i stedet i en kiste med glaslåg i en lysning i skoven. Sammen med skovens dyr våger de over hende.

Et år senere hører prinsen om hendes evige søvn og besøger hendes kiste. Da han ligeledes tror at hun er død og hermed begræder dette, kysser han hende, hvilket vækker hende af søvnen. Dværgene og dyrene glædes da prinsen tager Snehvide med til sit slot. 

## Medvirkende
| Rolle               | Originale stemmer | Danske stemmer (1938) | Danske stemmer (1982) |
| Snehvide            | Adriana Caselotti | Annie Jessen          | Tove Hyldgaard        |
| Dronningen / Heksen | Lucille La Verne  | Clara Pontoppidan     | Kirsten Rolffes       |
| Prinsen             | Harry Stockwell   | Marius Jacobsen       | Tonny Landy           |
| Gnavpot             | Pinto Colvig      | Sigurd Langberg       | Benny Hansen          |
| Brille              | Roy Atwell        | Victor Montell        | Thomas Eje            |
| Prosit              | Billy Gilbert     | Aage Foss             | Kurt Ravn             |
| Flovmand            | Scotty Mattraw    | Carl Fischer          | Jesper Klein          |
| Lystig              | Otis Harlan       | Alfred Arnbak         | Jess Ingerslev        |
| Søvnig              | Pinto Colvig      | Valdemar Lund         | Paul Hagen            |
| Spejlet             | Moroni Olsen      | ukendt                | Erik Mørk             |
| Jægeren             | Stuart Buchanan   | Sigurd Langberg       | Hugo Herrestrup       |
| Dumpe               | Eddie Collins     | Carl Bauder           | ?                     |

## Modtagelse

### Anerkendelser
Oscars
- 1938: Nomineret: Oscar for bedste musik – Leigh Harline (leder), score af Frank Churchill, Leigh Harline og Paul J. Smith.
- 1939: "Honorary Award" – Walt Disney – Snehvide og de syv dværge fik status som et mageløst stykke arbejde, som har charmeret millioner og har udforsket et helt nyt fantastisk underholdningsområde (en statuette – syv små statuetter).

Academy of Science Fiction, Fantasy & Horror Films
- 2002: Vandt: "Saturn Award Best DVD Classic Film Release"

DVD Exclusive Awards
- 2001: Vandt: "Video Premiere Award Best Overall New Extra Features, Library Title" – David Jessen
- 2001: Nomineret: "Video Premiere Award Best DVD Menu Design"
- 2001: Nomineret: "Best New, Enhanced or Reconstructed Movie Scenes" – Jeff Kurtti (producer) & Michael Pellerin (producer) (Buena Vista).

Motion Picture Screen Cartoonists Awards
- 1987: Vandt: "Special Award": Walt Disney - til Walt Disney, til ære for filmens 50. jubilæum.

National Film Preservation Board
- 1989: "National Film Registry"

New York Film Critics Circle Awards
- 1939: Vandt: "Special Award": Walt Disney

Venice Film Festival
- 1938: Vandt: "Grand Biennale Art Trophy": Walt Disney (producer)

Hollywood Walk of Fame
- Star on the Walk of Fame Motion Picture "Snow White"

På 6912 Hollywood Blvd.
Young Artist Awards
- 1984: Jackie Coogan Award